# Schlacht von Lutos
Die Schlacht von Lutos fand im Jahr 794 zwischen muslimischen Truppen und einem Heer des Königreichs Asturien statt.
Der maurische General Abd al-Malik führte seine Truppen 794 nach Asturien. Er belagerte Oviedo und nahm die Stadt ein. Die Araber plünderten Oviedo und brannten es nieder. Alfons II. von Asturien lockte die abziehenden feindlichen Truppen in einen Hinterhalt und fügte ihnen eine empfindliche Niederlage bei.
795 wurde Oviedo erneut von Abd al-Malik angegriffen.